# Kitty Kelly, M.D.
Kitty Kelly, M.D. è un film muto del 1919 scritto e diretto da Howard C. Hickman (come Howard Hickman). Il regista era anche marito di Bessie Barriscale, la protagonista del film, una star del cinema dell'epoca che qui è affiancata da Jack Holt, anche lui famoso attore del muto.

## Trama
A Fracas, cittadina mineraria del West, manca il medico. Il sovrintendente delle miniere, Bob Lang, indice una riunione per risolvere il problema e, alla fine, viene deciso di mandare la richiesta a una grande università. Uno dei neolaureati accetta il posto, ma gli abitanti della città si rendono conto con sorpresa che il nuovo medico è una donna, Kitty Kelly. Dapprima indispettiti, cambiano opinione quando vedono la giovane dottoressa, che, con il suo bell'aspetto, riempie ben presto l'ambulatorio di minatori colpiti da malattie misteriose, tutti desiderosi di farsi visitare e curare da lei. Kitty flirta con Bob, il sovrintendente, al quale proibisce di continuare a bere. Lui, dal canto suo, la prende tra le braccia minacciandola scherzosamente. Ma poi promette di astenersi dall'alcol per almeno tre mesi. Il custode del saloon, Jerry Williams, dopo aver attirato la dottoressa in una capanna isolata, tenta di violentarla. Ma Lola, la sua donna, avvisa Bob, che corre in soccorso di Kitty. Il giorno seguente, Williams viene trovato cadavere e, dell'omicidio, viene incolpato Bob. La vera colpevole è, in realtà, Lola, che ha ucciso per gelosia l'amante traditore. Kitty riesce a far confessare la donna: Bob torna libero e può riprendere le sue schermaglie amorose con Kitty.

## Produzione
Il film fu prodotto dalla Bessie Barriscale Productions (come B.B. Features); fu uno dei sedici film che, per contratto, vennero prodotti dal 1918 al 1921 dalla B.B. Features di J.L. Frothingham con la Roberson Cole Company. La società aveva sede in Arizona dove, per le riprese le film, venne costruita tra le colline una città in stile western.

## Distribuzione
Distribuito dalla Robertson-Cole Distributing Corporation attraverso la Exhibitors Mutual Distributing Company, il film uscì nelle sale cinematografiche USA il 12 ottobre 1919. In Francia, dove è conosciuto con il titolo La Doctoresse, il film venne distribuito il 1º aprile 1921.